# سادي هاريسون
سادي هاريسون (بالإنجليزية: Sadie Harrison)‏ هي ملحنة بريطانية، ولدت في 1965 في برث في أستراليا.

## وصلات خارجية
- الموقع الرسمي
- سادي هاريسون على موقع ميوزك برينز (الإنجليزية)
- سادي هاريسون على موقع ديسكوغز (الإنجليزية)